# Achille d’Estampes de Valençay
Achille d’Estampes de Valençay (ur. 5 lipca 1593 w Tours, zm. 27 czerwca 1646 w Rzymie) – francuski kardynał

## Życiorys
Urodził się 5 lipca 1593 roku w Tours, jako syn Jeana d’Estampesa i Sary d’Happlaincourt. W wieku ośmiu lat został członkiem zakonu Maltańskiego, a później obrał karierę wojskową. Wykazał się odwagą podczas oblężenia Montauban, zatem Ludwik XIII mianował go wiceadmirałem, a następnie marszałkiem polnym i dowódcą straży przybocznej Marii Medycejskiej. Brał udział w bitwach pod Pas de Suse i na Leukadzie. Pełnił również funkcję ambasadora Francji przy Stolicy Piotrowej. 13 lipca 1643 roku został kreowany kardynałem in pectore. Jego nominacja na kardynała diakona została ogłoszona na konsystorzu 14 grudnia i nadano mu diakonię Sant’Adriano al Foro. Zmarł 27 czerwca 1646 roku w Rzymie.